# محمد میرزابیگ‌اف
محمد میرزابیگ‌اف (ترکی آذربایجانی: Mahammad Mirzəbəyov؛ زادهٔ ۱۶ نوامبر ۱۹۹۰) بازیکن فوتبال اهل روسیه است.
از باشگاه‌هایی که در آن بازی کرده‌است می‌توان به باشگاه فوتبال قبله، باشگاه فوتبال آنژی مخاچ‌قلعه، باشگاه فوتبال تورپدو مسکو، باشگاه فوتبال کشله، و باشگاه فوتبال سومقاییت اشاره کرد.
وی همچنین در تیم‌های ملی فوتبال Russia national under-17 football team, Russia national under-19 football team، و جمهوری آذربایجان بازی کرده‌است.